# Kazincbarcika (nádraží)
Kazincbarcika je železniční stanice v maďarském městě Kazincbarcika, který se nachází v župě Borsod-Abaúj-Zemplén. Stanice byla otevřena v roce 1871, kdy byla zprovozněna trať mezi Miškovcem a slovenským Fiľakovem.

## Provozní informace
Stanice má celkem 1 nástupiště a 2 nástupní hrany. Ve stanici je možnost zakoupení si jízdenky a je elektrizovaná střídavým proudem 25 kV, 50 Hz. Provozuje ji společnost MÁV.

## Doprava
Zastavují nebo zde končí osobní vlaky do Miškovce a Ózdu.

## Tratě
Stanicí prochází tyto tratě:
- Miškovec–Bánréve–Ózd (MÁV 92)
- Kazincbarcika–Rudabánya (MÁV 95) (bez dopravy)